# Албоино II дела Скала
Вижте пояснителната страница за други личности с името Албоино дела Скала.
Албоино II дела Скала също наричан Паоло Албоино (на италиански: Alboino II della Scala, Paolo Alboino, * 1344, † 17 октомври/18 октомври 1375) от род Скалигери е от 1359 до 1365 г. господар на Верона.
Той е вторият син на Мастино II дела Скала († 1351) и Тадеа да Карара, дъщеря на Якопо I господар на Падуа.
Брат му Кансинорио делла Скала убива големия им брат Кангранде II дела Скала на 14 декември 1359 г. и поема управлението на Верона заедно с Албоино II. През 1365 г. Албоино II се отказва от управлението. Той не е женен и няма деца.